# Аустралија на Светском првенству у атлетици у дворани 2012.
Аустралија је учествовала на Светском првенству у атлетици у дворани 2012. одржаном у Истанбулу од 9. до 11. марта тринаести пут. Репрезентацију Аустралије представљала су шест такмичара (4 мушкарца и 2 жене), који су се такмичили у шест дисциплина (4 мушке и 2 женске).
На овом првенству Аустралија је по броју освојених медаља делила 8. место са две освојене медаље (златна и сребрна). Поред тога остварена су два континентална рекорда, један светски рекорд сезоне, три лична рекорда и два лични рекорда сезоне. У табели успешности према броју и пласману такмичара који су учествовали у финалним такмичењима (првих 8 такмичара) Аустралија је са 2 учесника у финалу заузела 19. место са 15 бодова.
| Плас. | Земља      | 1. место | 2. место | 3. место | 4. место | 5. место | 6. место | 7. место | 8. место | Бр. финал. | Бод. |
| ----- | ---------- | -------- | -------- | -------- | -------- | -------- | -------- | -------- | -------- | ---------- | ---- |
| 19.   | Аустралија | 1        | 1        | 0        | 0        | 0        | 0        | 0        | 0        | 2          | 15   |

## Учесници
| Мушкарци: - Рајан Фостер — 1.500 м - Крег Мотрам — 3.000 м - Хенри Фрајн — Скок удаљ - Дејл Стивенсон — Бацање кугле | Жене: - Сали Пирсон — 60 м препоне - Алана Бојд — Скок мотком |  |

## Освајачи медаља

### Злато
- Сали Пирсон — 60 м препоне

### Сребро
- Хенри Фрајн — Скок удаљ

## Резултати

### Мушкарци
| Атлетичар      | Дисциплина   | Лични рекорд | Квалификације   | Квалификације | Финале               | Финале  | Детаљи |
| Атлетичар      | Дисциплина   | Лични рекорд | Резултат        | Место         | Резултат             | Место   | Детаљи |
| -------------- | ------------ | ------------ | --------------- | ------------- | -------------------- | ------- | ------ |
| Рајан Фостер   | 1.500 м      |              | 3:46,26 ЛР      | 10. у гр. 2   | Није се квалификовао | 19 / 23 |        |
| Крег Мотрам    | 3.000 м      | 7:34,50 НР   | 7:49,62 КВ, ЛРС | 2. у гр. 1    | 7:48,23 ЛРС          | 11 / 21 |        |
| Хенри Фрајн    | Скок удаљ    |              | 8,02 КВ         | 3             | 8,23 ОКР, НР         |         |        |
| Дејл Стивенсон | Бацање кугле |              | 19,80 ЛР        | 11            | Није се квалификовао | 11 / 23 |        |

### Жене
| Атлетичарка | Дисциплина   | Лични рекорд | Квалификације    | Квалификације | Полуфинале | Полуфинале | Финале            | Финале      | Детаљи |
| Атлетичарка | Дисциплина   | Лични рекорд | Резултат         | Место         | Резултат   | Место      | Резултат          | Место       | Детаљи |
| ----------- | ------------ | ------------ | ---------------- | ------------- | ---------- | ---------- | ----------------- | ----------- | ------ |
| Сали Пирсон | 60 м препоне |              | 7,85 КВ, ОКР, НР | 1. у гр. 1    | 7,93 КВ    | 1. у гр. 1 | 7,73 СРС, ОКР, НР |             |        |
| Алана Бојд  | Скок мотком  |              |                  |               |            |            | 4,55 ЛР           | 9 / 14 (16) |        |